# Provinciile Unite ale Italiei Centrale
Provinciile Unite ale Italiei Centrale , de asemenea, cunoscute sub numele de Uniunea Italiei Centrale sau Confederația Italiei Centrale, a fost un stat clientar al Regatului Piemontului și Sardiniei. Acesta a fost o uniune a Marelui Ducat al Toscanei, Ducatului de Parma, Ducatului de Modena și  Legațiile Papale,formată după ce monarhi statelor au fost înlăturați prin revoluție.
Regele Victor Emmanuel II din Sardinia l-a trimis Carlo Boncompagni ca guvernator general al Italiei Centrale, punându-l responsabil cu afacerile diplomatice și militare ale statelor.
După ce au avut loc plebiscite martie 1860, statul a fost oficial anexat la Sardinia în schimbul recunoașterii anexării franceze a Savoiei și Nisei.